# Patrick Iannone
Patrick Nicholas Iannone (* 9. Februar 1982 in Fruitvale, British Columbia) ist ein ehemaliger italo-kanadischer Eishockeyspieler. Sein Vater Dell Iannone war ebenfalls italienischer Nationalspieler.

## Karriere
Patrick Iannone begann seine Karriere in der Western Hockey League bei Kootenay Ice, wo er zwei Jahre aufs Eis ging. Anschließend wechselte er zu den Tri-City Americans. 2002 unterschrieb er einen Vertrag bei den Regina Pats. In der Saison 2003/04 spielte Iannone beim AS Varese Hockey und somit das erste Jahr in der italienischen Serie A1. Nach zwei Jahren in Varese wechselte er für ein Jahr zu Asiago Hockey. Im Sommer 2006 unterschrieb er beim HC Milano Vipers einen Vertrag für zwei Jahre. Nach der Auflösung dieser Mannschaft und nach seiner ersten Einberufung in die italienische Nationalmannschaft wechselte er 2008 zum HC Pustertal, bevor er im folgenden Jahr für den HC Valpellice stürmte. Es folgte der Wechsel innerhalb der Liga zum SG Pontebba, ehe er für die Saison 2012/13 zum HC Pustertal zurückkehrte, wo er seine Karriere beendete.

### International
Für Italien nahm Patrick Iannone an den Weltmeisterschaften der Top-Division 2008, 2010 und 2012 sowie der Division I der Weltmeisterschaften 2009, 2011 und 2013 teil. Bei der WM 2013 stieg er mit der italienischen Mannschaft nicht nur erneut in die Top-Division auf, sondern er wurde auch als bester Stürmer, wertvollster Spieler und Mitglied des All-Star-Teams der Gruppe A der Division I ausgezeichnet. Zudem vertrat er Italien bei den Qualifikationsturnier zu den Olympischen Winterspielen in Vancouver 2010 und in Sotschi 2014.

## Erfolge und Auszeichnungen
- 2009 Aufstieg in die Top-Division bei der Weltmeisterschaft der Division I, Gruppe B
- 2011 Aufstieg in die Top-Division bei der Weltmeisterschaft der Division I, Gruppe A
- 2013 Aufstieg in die Top-Division bei der Weltmeisterschaft der Division I, Gruppe A
- 2013 Wertvollster Spieler, Bester Stürmer und All-Star-Team der Weltmeisterschaft der Division I, Gruppe A

## Karrierestatistik
(Legende zur Spielerstatistik: Sp oder GP = absolvierte Spiele; T oder G = erzielte Tore; V oder A = erzielte Assists; Pkt oder Pts = erzielte Scorerpunkte; SM oder PIM = erhaltene Strafminuten; +/− = Plus/Minus-Bilanz; PP = erzielte Überzahltore; SH = erzielte Unterzahltore; GW = erzielte Siegtore; 1 Play-downs/Relegation; Kursiv: Statistik nicht vollständig)